# Kruhly Wierch
Kruhly Wierch (Kruhły Wierch, 1297 m n.p.m.) – jeden z czterech wierzchołków Połoniny Caryńskiej w Bieszczadach Zachodnich, stanowiący jej najwyższe wzniesienie.
Z Kruhlego Wierchu rozciąga się doskonały widok na Góry Sanocko-Turczańskie, Połoninę Wetlińską oraz masyw Małej i Wielkiej Rawki.

## Piesze szlaki turystyczne
Główny Szlak Beskidzki na odcinku Brzegi Górne – Kruhly Wierch – Ustrzyki Górne
- z Brzegów Górnych 2 h (↓ 1 h)
- z Ustrzyk Górnych 3 h (↓ 1.45 h)

  Przełęcz Wyżniańska – Połonina Caryńska – Przysłup Caryński. Szlak ten osiąga grzbiet i szlak czerwony 10 min na wschód od szczytu, skąd kieruje się (łącznie z ) na wschód, gdzie za wierzchołkiem 1239 m n.p.m. odchodzi na Przysłup Caryński.
- z Przełęczy Wyżniańskiej 1.40 h (↓ 0.50 h)
- z Przysłupu Caryńskiego 2.30 h (↓ 1.30 h)